# Salomé (Henri Regnault)
Salomé é uma pintura do século XIX do artista francês Henri Regnault. Realizada em óleo sobre tela, a obra retrata a personagem bíblica Salomé. A obra foi apresentada no salão de Paris, em 1870, alguns meses antes da morte de Regnault, na Guerra Franco-Prussiana. A obra pertence atualmente ao acervo do Museu Metropolitano de Arte.